# Triple Trouble – Ärger hoch drei!
Triple Trouble – Ärger hoch drei! (Originaltitel Tarapaty 2) ist ein 2020 erschienener polnischer Kinderfilm von Marta Karwowska.

## Handlung
Die 13-jährige Julka und ihr Freund Olek reisen nach Posen, wo eine von Julkas Tante kuratierte Gemäldeausstellung eröffnet wird. Das Prunkstück der Ausstellung, Claude Monets Gemälde „Strandweg nach Pourville“, wurde jedoch in der Nacht zuvor gestohlen und durch eine Kopie ersetzt, die während der Eröffnung von einer Zeitbombe zerstört wird. 
Der herbeigerufene Polizeiinspektor Rafalski nimmt die Kuratorin fest, dazu Kaja, die die Kopie angefertigt und an einen Kunden verkauft hat. Julka und Olek machen sich daran, den echten Dieb zu finden, um die Unschuld von Julkas Tante zu beweisen. Die kesse Felka schließt sich ihnen an, Kajas Tochter. Sie haben eine dünne Spur: den Namen einer Frau, die dasselbe Gemälde bereits 20 Jahre zuvor gestohlen haben soll und dafür in Unehre gefallen ist. Wie sich herausstellt, ist diese Frau seit Jahren tot, aber auf der Suche sind die Kinder auf weitere interessante Spuren gestoßen. Allerdings wird ihre Zusammenarbeit durch persönliche Differenzen erschwert, da Olek sich in Felka verliebt hat und Julka sich zurückgesetzt fühlt.
Nachdem sich die drei wieder versöhnt haben, kommen sie wieder auf die Spur der wahren Kunstdiebe: eine Frau, die ihnen schon zuvor aufgefallen ist, und ihr Bruder – es ist Rafalski, der bewusst Indizien gelegt hat, um Unschuldige zu belasten. Die Kinder können das Gemälde sichern und Rafalski festnehmen lassen, während die Frau flüchten kann. Am Ende feiern alle eine große Party, und Julka fühlt sich nun wohl in einer Dreierfreundschaft mit Felka und Olek.

## Rezeption

### Kritik
Das Lexikon des internationalen Films urteilt: „Jugendkrimi, der auch Themen wie Vertrauen und Freundschaft berührt und dank seiner flotten Inszenierung und guten Besetzung überzeugt. Spannung und Rätsel werden überschaubar in die zielgruppengerechte Unterhaltung eingebunden.“
Cinema äußert sich lobend: „Ein starkes Trio, eine spannende Tätersuche, depperte Polizisten: Der Kinderkrimi aus Polen, der auch Themen wie Eifersucht, Freundschaft und Vertrauen behandelt, ist beste Kinderfilmunterhaltung“.

### Auszeichnungen
- Europäischer Kinderfilmpreis beim Filmfestival Schlingel[2]
- „Bester Film“ von der Kinderjury beim Youth Film Festival Antwerpen[2]